# 遊記
遊記，或稱紀行，是文學體裁，屬於散文。一般而言，遊記是旅人的旅遊記錄，所錄包括途中見聞、政治、社會、風土、景物云云，亦表達思想感情。